# L'Scooby-Doo a l'illa dels zombis
L'Scooby-Doo a l'illa dels zombis (títol original en anglès, Scooby-Doo on Zombie Island) és una pel·lícula animada estatunidenca de terror còmic de 1998 basada en la franquícia d'Scooby-Doo. A la pel·lícula, en Shaggy, l'Scooby, en Fred, la Velma i la Daphne es reuneixen després d'una pausa d'un any per investigar una illa que es diu que està embruixada pel fantasma del pirata Morgan Moonscar. La pel·lícula va ser dirigida per Jim Stenstrum, a partir d'un guió de Glenn Leopold. S'ha doblat al català.
La popularitat d'Scooby-Doo havia crescut durant la dècada de 1990 a causa de les reposicions emeses a Cartoon Network. L'empresa matriu del canal, Time Warner, va suggerir desenvolupar una pel·lícula distribuïda directament a vídeo. L'equip de Hanna-Barbera, que col·laborava amb Warner Bros. Animation (que en aquell moment estava en procés d'absorbir Hanna-Barbera), estava format per molts artistes i guionistes veterans. Molts dels actors de veu originals de la sèrie van ser substituïts per a la pel·lícula, encara que Frank Welker va tornar a donar veu a Fred Jones. També va ser la primera de les quatre pel·lícules directes a vídeo d'Scooby-Doo animades a l'estranger per l'estudi d'animació japonès Mook Animation. Les bandes de rock Third Eye Blind i Skycycle participen en la banda sonora de la pel·lícula. La pel·lícula està dedicada a Don Messick, l'actor de veu original d'Scooby-Doo que havia mort l'octubre de 1997.
L'Scooby-Doo a l'illa dels zombis conté un to més fosc que la majoria de les produccions d'Scooby-Doo, i destaca per contenir criatures sobrenaturals reals en lloc de persones amb vestits. La pel·lícula es va estrenar el 22 de setembre de 1998 i va rebre crítiques positives, que van elogiar l'animació i la història. La pel·lícula també destaca per ser la primera producció d'Scooby-Doo amb tota la colla (sense Scrappy-Doo) des de l'episodi de The New Scooby-Doo Mysteries "A Halloween Hassle at Dracula's Castle", que es va estrenar a ABC el 27 d'octubre de 1984. La pel·lícula va comptar amb l'ajuda d'una campanya promocional de 50 milions de dòlars i d'acords de patrocini amb diverses empreses. Les vendes de la pel·lícula en VHS van ser altes i es va convertir en la primera d'una llarga sèrie de pel·lícules de venda directa per a vídeo. La pel·lícula va fer el seu primer debut televisiu el 31 d'octubre de 1998 a Cartoon Network.
Una seqüela, L'Scooby-Doo i el fantasma de la bruixa, es va estrenar l'any 1999, mentre que dues dècades després de l'estrena de la pel·lícula, Warner Bros. Animation va desenvolupar una seqüela/reinvenció independent titulada Scooby-Doo! Return to Zombie Island d'un equip creatiu diferent, llançada el 2019.